# Omisco
Percopsis omiscomaycus
Espèce
L’Omisco (Percopsis omiscomaycus) est une espèce nord-américaine de poissons actinoptérygiens d'eau douce de la famille des Percopsidae.

## Description
Ce poisson téléostéen mesure en moyenne 8 à 15,4 cm et peut atteindre 20 cm en longueur totale (TL). Il peut vivre quatre ans.

## Répartition

Carte de répartition de l'Omisco.

Ce poisson d'eau douce est endémique d'Amérique septentrionale, à savoir la majeure partie du Canada et le Nord-Est des États-Unis.
Il est présent dans les bassins de l'Atlantique et de l'Arctique (en), allant vers le sud jusqu'au bassin du fleuve Potomac, en Virginie. Il fréquente également le bassin du fleuve Yukon, en Alaska et au territoire du Yukon. Il se trouve enfin dans le bassin (en) des Grands Lacs et celui du fleuve Mississippi, allant au sud jusqu'en Virginie-Occidentale, au Kentucky, en Illinois, au Missouri, au Dakota du Nord et au Montana.

## Statut de conservation
L'Omisco est considéré comme une « espèce de préoccupation mineure » (LC) par la liste rouge de l'UICN.

## Dénomination
Le nom vernaculaire attesté en français est « Omisco ». Ce poisson est appelé en anglais Trout-perch, soit littéralement « Perche-truite ».

## Systématique

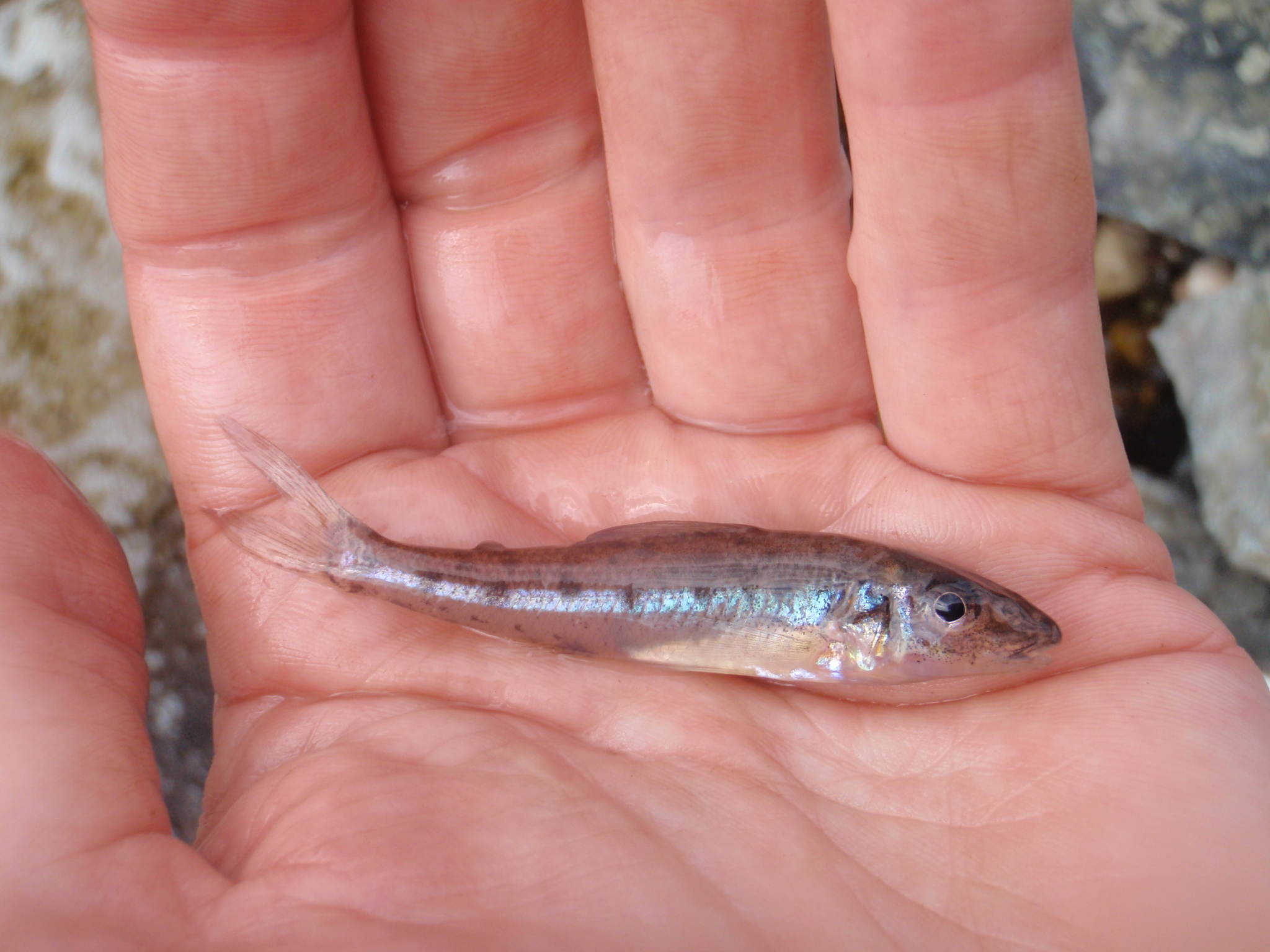
Spécimen tenu dans une main, pêché ici en Ontario, au Canada.

L'espèce a été décrite en 1792 par le naturaliste allemand Johann Julius Walbaum. Avant d'être classée dans le genre Percopsis (en), elle a été initialement placée dans le genre Salmo, sous le protonyme Salmo omiscomaycus Walbaum, 1792 que l'auteur écrit « Salmo Omisco Maycus ».
C'est, avec Percopsis transmontana (en), le seul représentant actuel de la famille des Percopsidae.
Percopsis omiscomaycus a pour synonymes :
- Percopsis guttatus Agassiz, 1850
- Percopsis hammondii Gill, 1864
- Percopsis omisco-maycus (Walbaum, 1792)
- Percopsis pellucida Thompson, 1850
- Salmo omiscomaycus Walbaum, 1792
- Salmoperca eoceta Thompson, 1853
- Salmoperca pellucida (Thompson, 1850)

### Étymologie
Le nom générique Percopsis est dérivé du grec ancien perke (« perche ») et d’opsis (« apparence »).
L'épithète spécifique omiscomaycus vient probablement d'un nom amérindien algonquin, incluant la racine « truite ».

### Publication originale
- (la) Iohanne Iulio Walbaum, Petri Artedi Sueci Genera piscium : in quibus systema totum ichthyologiae proponitur cum classibus, ordinibus, generum characteribus, specierum differentiis, observationibus plurimis : redactis speciebus 242 ad genera 52 : Ichthyologiae pars III, 1792, 723 p. (lire en ligne), p. 65.